# Herbeuville
Herbeuville est une commune française située dans le département de la Meuse, en région Grand Est.

## Géographie
La commune fait partie du parc naturel régional de Lorraine.
| Combres-sous-les-Côtes | Combres-sous-les-Côtes     | Saulx-lès-Champlon         |
| Combres-sous-les-Côtes | Herbeuville                | Hannonville-sous-les-Côtes |
| Dommartin-la-Montagne  | Hannonville-sous-les-Côtes | Hannonville-sous-les-Côtes |

### Hydrographie

#### Réseau hydrographique
La commune est dans le bassin versant du Rhin au sein du bassin Rhin-Meuse. Elle est drainée par le ruisseau des Pres, le ruisseau de la Prairie et le ruisseau de la Noue,.

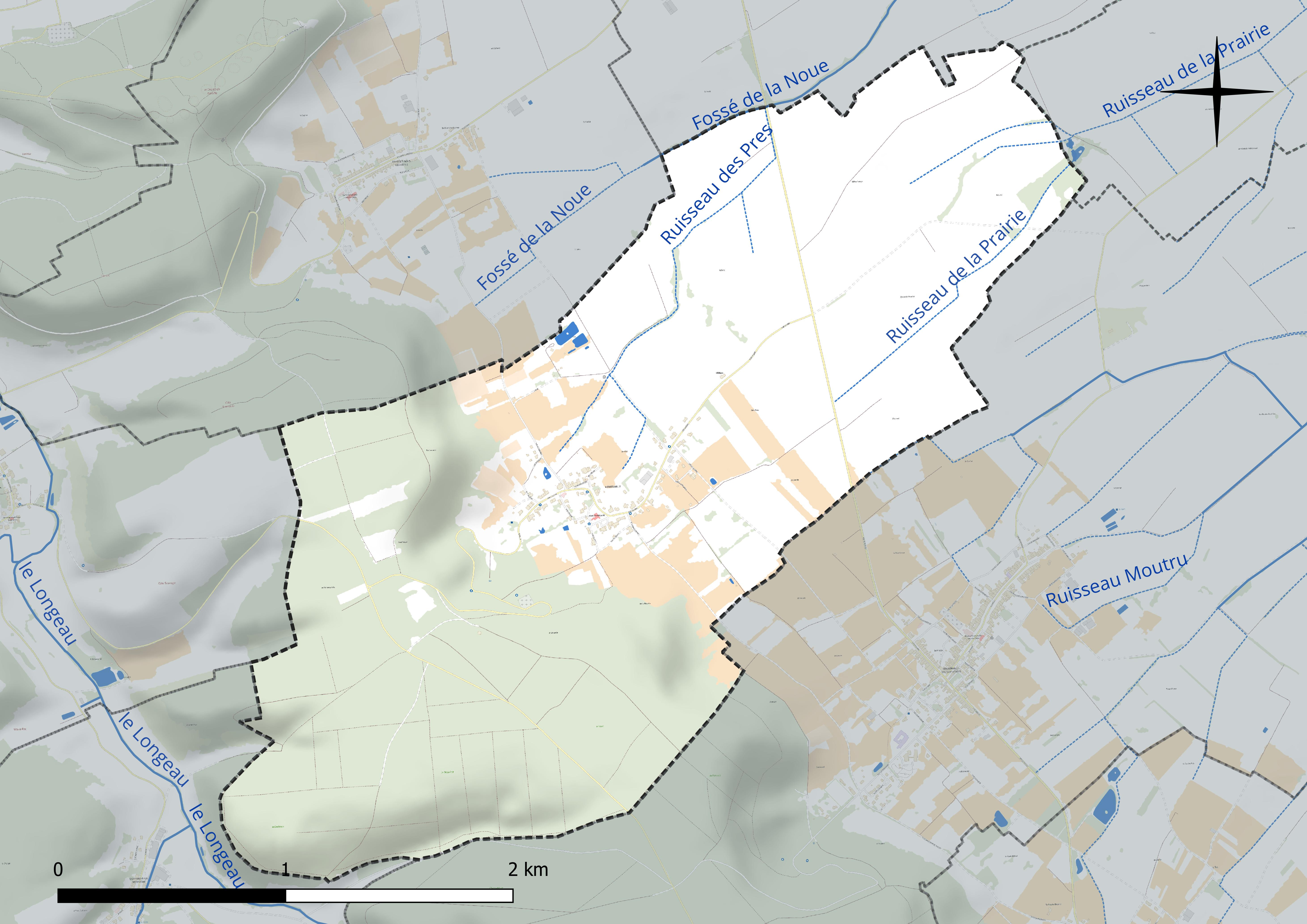
Réseau hydrographique d'Herbeuville.

#### Gestion et qualité des eaux
Le territoire communal est couvert par le schéma d'aménagement et de gestion des eaux (SAGE) « Bassin ferrifère ». Ce document de planification concerne le périmètre des anciennes galeries des mines de fer, des aquifères et des bassins versants hydrographiques associés qui s’étend sur 2 418 km2. Les bassins versants concernés sont celui de la Chiers en amont de la confluence avec l'Othain, et ses affluents (la Crusnes, la Pienne, l'Othain), celui de l'Orne et ses affluents et celui de la Fensch, le Veymerange, la Kiesel et les parties françaises du bassin versant de l'Alzette et de ses affluents (Kaylbach, ruisseau de Volmerange). Il a été approuvé le 27 mars 2015. La structure porteuse de l'élaboration et de la mise en œuvre est la région Grand Est. 
La qualité des cours d’eau peut être consultée sur un site spécial géré par les agences de l’eau et l’Agence française pour la biodiversité. 

### Climat
Pour des articles plus généraux, voir Climat du Grand Est et Climat de la Meuse.
En 2010, le climat de la commune est de type climat de montagne, selon une étude du Centre national de la recherche scientifique s'appuyant sur une série de données couvrant la période 1971-2000. En 2020, Météo-France publie une typologie des climats de la France métropolitaine dans laquelle la commune est exposée à un climat océanique altéré et est dans la région climatique  Lorraine, plateau de Langres, Morvan, caractérisée par un hiver rude (1,5 °C), des vents modérés et des brouillards fréquents en automne et hiver. 
Pour la période 1971-2000, la température annuelle moyenne est de 9,5 °C, avec une amplitude thermique annuelle de 15,8 °C. Le cumul annuel moyen de précipitations est de 915 mm, avec 13,9 jours de précipitations en janvier et 9,3 jours en juillet. Pour la période 1991-2020, la température moyenne annuelle observée sur la station météorologique de Météo-France la plus proche, « Bonzée_sapc », sur la commune de Bonzée à 7 km à vol d'oiseau, est de 10,6 °C et le cumul annuel moyen de précipitations est de 783,7 mm. 
La température maximale relevée sur cette station est de 40,6 °C, atteinte le 24 juillet 2019 ; la température minimale est de −17,3 °C, atteinte le 7 février 2012,,. 
Les paramètres climatiques de la commune ont été estimés pour le milieu du siècle (2041-2070) selon différents scénarios d'émission de gaz à effet de serre à partir des nouvelles projections climatiques de référence DRIAS-2020. Ils sont consultables sur un site spécial publié par Météo-France en novembre 2022.

## Urbanisme

### Typologie
Au 1er janvier 2024, Herbeuville est catégorisée commune rurale à habitat dispersé, selon la nouvelle grille communale de densité à sept niveaux définie par l'Insee en 2022.
Elle est située hors unité urbaine. Par ailleurs la commune fait partie de l'aire d'attraction de Verdun, dont elle est une commune de la couronne,. Cette aire, qui regroupe 103 communes, est catégorisée dans les aires de moins de 50 000 habitants,.

### Occupation des sols
L'occupation des sols de la commune, telle qu'elle ressort de la base de données européenne d’occupation biophysique des sols Corine Land Cover (CLC), est marquée par l'importance des territoires agricoles (57,5 % en 2018), une proportion identique à celle de 1990 (57,5 %). La répartition détaillée en 2018 est la suivante : 
forêts (42,5 %), terres arables (41,9 %), cultures permanentes (9,4 %), zones agricoles hétérogènes (6,3 %). L'évolution de l’occupation des sols de la commune et de ses infrastructures peut être observée sur les différentes représentations cartographiques du territoire : la carte de Cassini (XVIIIe siècle), la carte d'état-major (1820-1866) et les cartes ou photos aériennes de l'IGN pour la période actuelle (1950 à aujourd'hui).

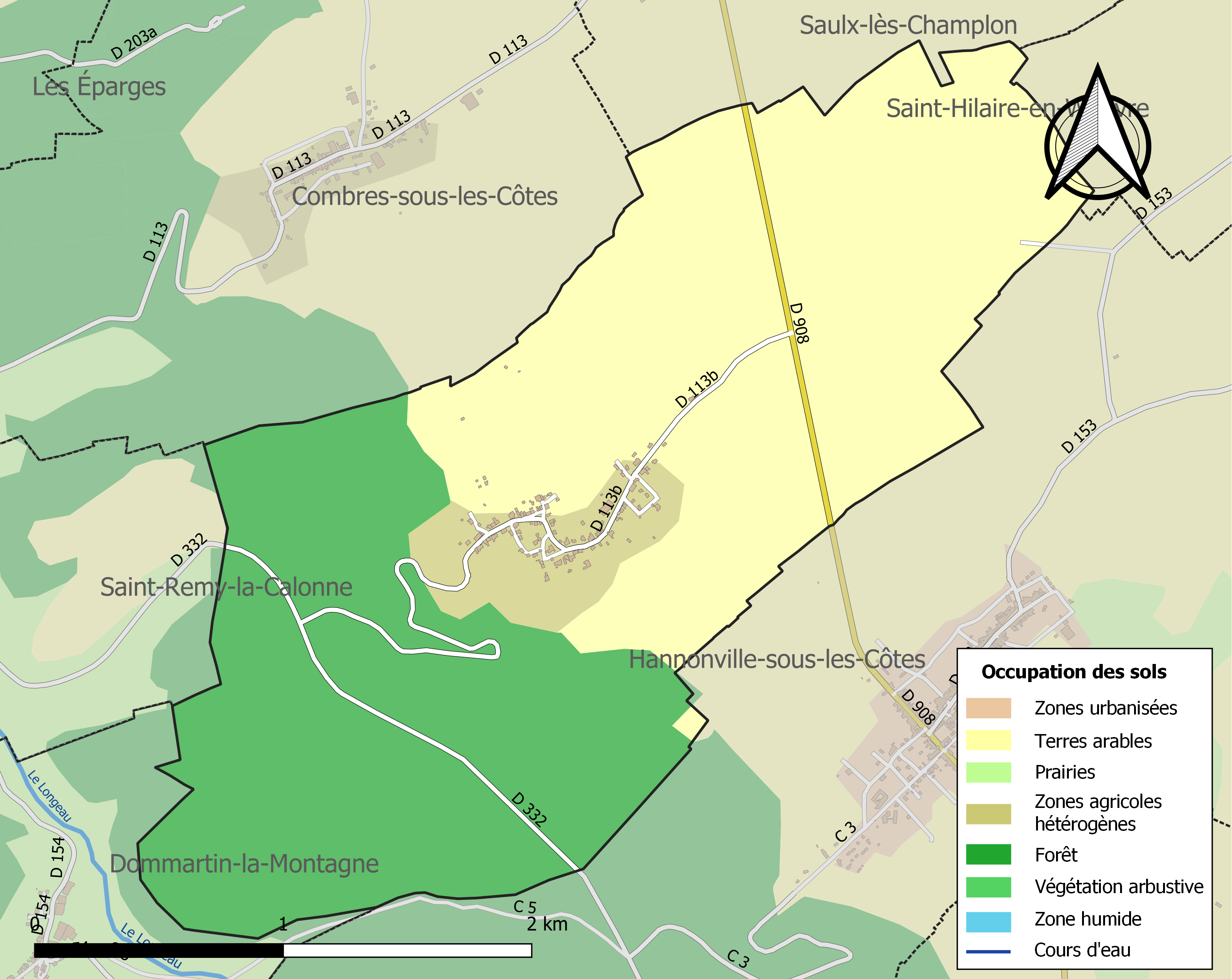
Carte des infrastructures et de l'occupation des sols de la commune en 2018 (CLC).

## Toponymie
Herberici-villa ? en 701, Herberiaca-villa 702, Harbodi-villa 915, 1015, 1125, Herbolei-villa in Wapra 952, Arbolei-villa 952, Harboldi-villa 952, Arbodivilla 962, 962, Ad Harbodi-villam in Wapra 962, Harbodi-villa in Waper 980, Arebodis-villa 1082, 1089, Harbodis-villa 1095, 1096, Herbertini-villa 1144, Harbonis-villa 1193, 1196, Harbueville 1203, 1261, 1267, Harbuevilla 1206, Herbueville 1322, Herbeufville 1518, 1534, 1535, Harbodiville 1549, Herbevilla, Herbéville, 1738, 1749, Herbodivilla 1745, 1756.

## Politique et administration

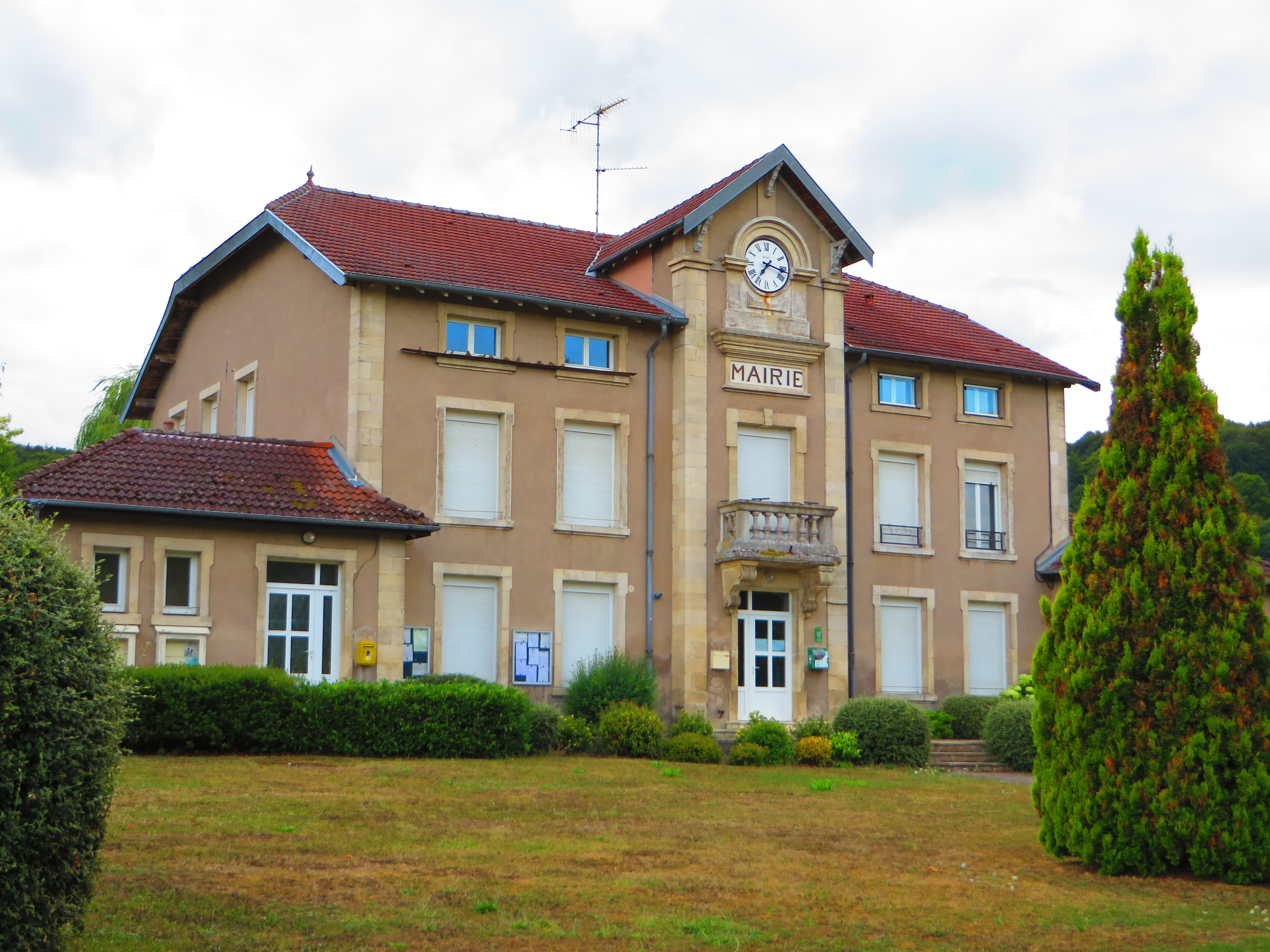
La mairie.

| Période                                  | Période   | Identité                                     | Étiquette | Qualité |
| ---------------------------------------- | --------- | -------------------------------------------- | --------- | ------- |
| Les données manquantes sont à compléter. |           |                                              |           |         |
| mars 2001                                | mars 2014 | Jean-Claude Faou                             | SE        |         |
| mars 2014                                | En cours  | Samuel Bortot Réélu pour le mandat 2020-2026 |           |         |

## Population et société

### Démographie
L'évolution du nombre d'habitants est connue à travers les recensements de la population effectués dans la commune depuis 1793. Pour les communes de moins de 10 000 habitants, une enquête de recensement portant sur toute la population est réalisée tous les cinq ans, les populations de référence des années intermédiaires étant quant à elles estimées par interpolation ou extrapolation. Pour la commune, le premier recensement exhaustif entrant dans le cadre du nouveau dispositif a été réalisé en 2005.

En 2022, la commune comptait 181 habitants, en évolution de −1,09 % par rapport à 2016 (Meuse : −4,4 %, France hors Mayotte : +2,11 %).
| 1793 | 1800 | 1806 | 1821 | 1831 | 1836 | 1841 | 1846 | 1851 |
| ---- | ---- | ---- | ---- | ---- | ---- | ---- | ---- | ---- |
| 541  | 623  | 663  | 687  | 741  | 854  | 818  | 817  | 814  |

| 1856 | 1861 | 1866 | 1872 | 1876 | 1881 | 1886 | 1891 | 1896 |
| ---- | ---- | ---- | ---- | ---- | ---- | ---- | ---- | ---- |
| 696  | 656  | 643  | 625  | 613  | 550  | 579  | 542  | 474  |

| 1901 | 1906 | 1911 | 1921 | 1926 | 1931 | 1936 | 1946 | 1954 |
| ---- | ---- | ---- | ---- | ---- | ---- | ---- | ---- | ---- |
| 462  | 440  | 406  | 127  | 189  | 161  | 172  | 170  | 183  |

| 1962 | 1968 | 1975 | 1982 | 1990 | 1999 | 2005 | 2006 | 2010 |
| ---- | ---- | ---- | ---- | ---- | ---- | ---- | ---- | ---- |
| 147  | 137  | 130  | 133  | 135  | 148  | 152  | 159  | 180  |

| 2015 | 2020 | 2022 | - | - | - | - | - | - |
| ---- | ---- | ---- | - | - | - | - | - | - |
| 186  | 181  | 181  | - | - | - | - | - | - |

## Culture locale et patrimoine

### Lieux et monuments
- L'église Saint-Vanne, origine XVIe siècle, reconstruite en 1927/1928.

### Héraldique
| Blason de Herbeuville | Blason  | De sinople au serpent ondoyant en pal d'or, à l'étole d'argent attachée à son cou ; accompagné de trois quintefeuilles d'argent, boutonnées d'or. |
| Blason de Herbeuville | Détails | Le statut officiel du blason reste à déterminer.                                                                                                  |